# Sông Nhân Tạo

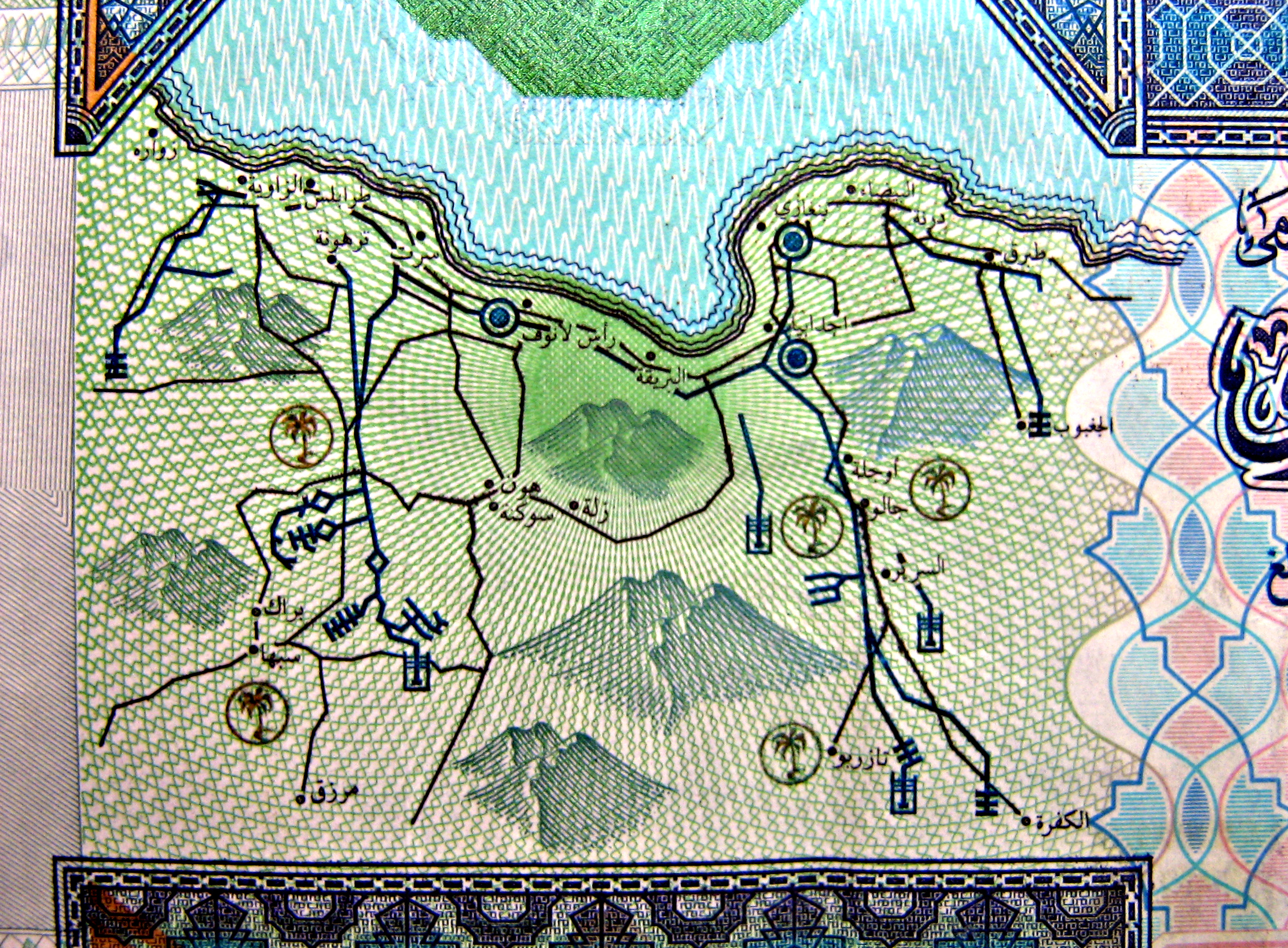
Sông nhân tạo trên đồng 20 dinar.

Sông nhân tạo (GMR, النهر الصناعي العظيم) là một hệ thống đường ống cung cấp nước đến sa mạc Sahara ở Libya, từ tầng nước chôn vùi Nubia. Đây là dự án tưới tiêu lớn nhất thế giới. Đây còn là một hệ thống đường ống ngầm và ống dẫn nước lớn nhất trên thế giới với chiều dài 2820 km. Hệ thống gồm hơn 1.300 giếng, với độ sâu hơn 500 m, và cung cấp 6.500.000 m³ nước ngọt mỗi ngày cho các thành phố Tripoli, Benghazi, Sirte và những nơi khác. Muammar al-Gaddafi miêu tả đây là một "kỳ quan thứ 8 của thế giới."

## Lịch sử

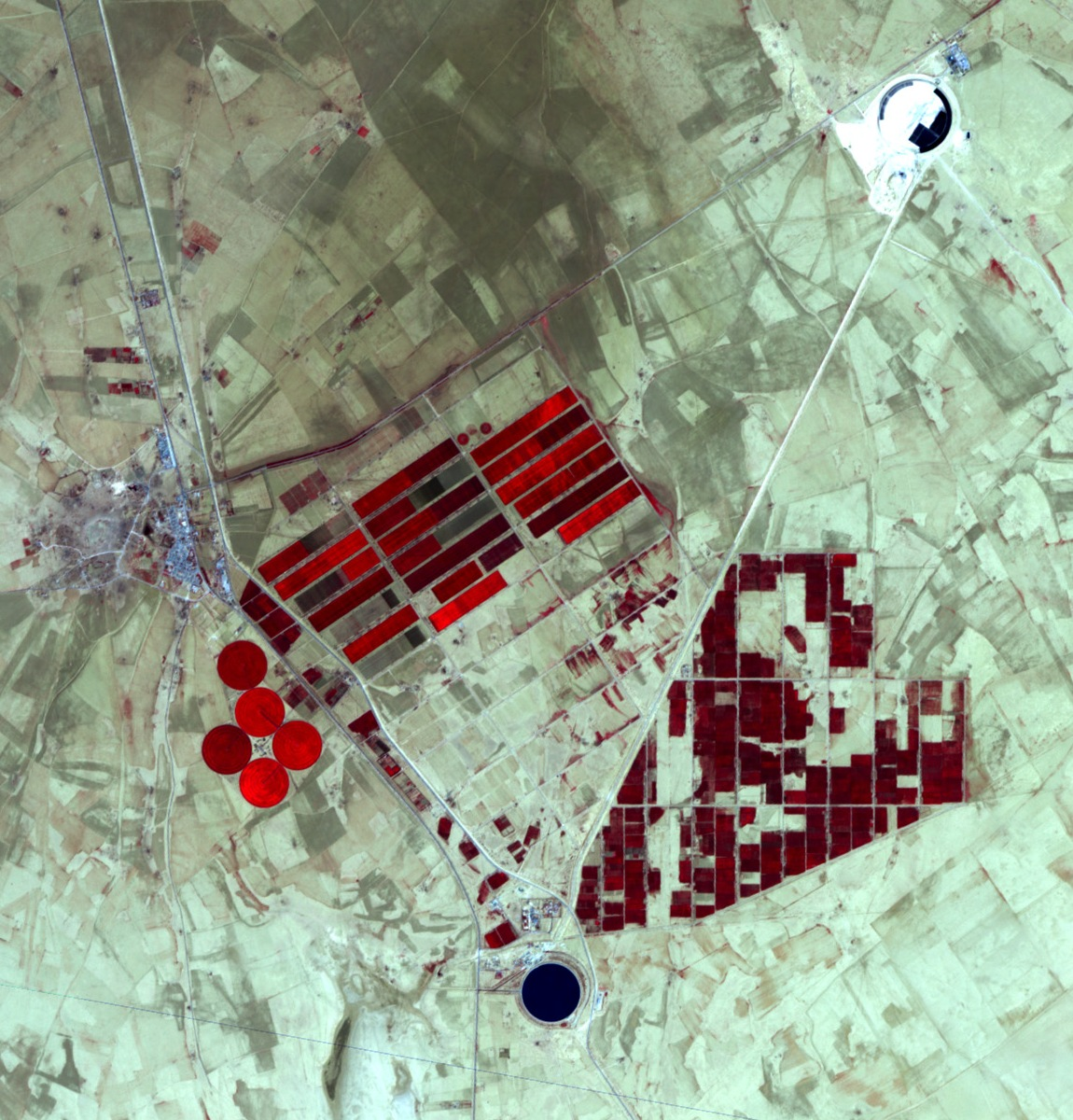
Ảnh tổ hợp màu giả của dự án bể chứa nước Grand Omar Mukhtar miền nam Benghazi. Nước (xanh đậm) bên trong bể chứa ở góc trên bên phải và ở giữa bên dưới. Thực vật có màu đỏ, khu đô thị có màu xám, đất trống có màu tan hoặc xám nâu.

Năm 1953, với những nỗ lực tìm kiếm dầu mỏ ở miền nam Libya đã phát hiện ra một lượng lớn nước ngọt dưới lòng đất. Dự án làm một con sông nhân tạo được thai nghén vào cuối thập niên 1960 và công trình bắt đầu triển khai vào năm 1984. Công tác xây dựng được chia thành 5 giai đoạn. Giai đoạn 1 là đào 85 triệu m³ đất/đá và hoàn tất vào 28 tháng 8 năm 1991. Giai đoạn 2 (được đặt tên là Dòng nước đầu tiên đến Tripoli) được khánh thành vào 1 tháng 9 năm 1996.
Dự án được tài trợ bởi chính phủ Gaddafi. Brown & Root và Price Brothers phụ trách phần thiết kế ban đầu, và các nhà thầu chính cho giai đoạn 1 là Dong Ah (một công ty xây dựng Hàn Quốc) và nhà thầu chính hiện tại là Al Nahr Company Ltd. Công ty này từng được niêm yết trên sàn chứng khoán ở Anh và Wales FC017848 đến 31 tháng 7 năm 2003.
Các hàng hóa phục vụ cho công tác xây dựng được nhập khẩu từ nhiều quốc gia trên thế giới (như Ý, Tây Ban Nha, Đức, Nhật Bản, vv) thông qua cảng Marsa al-Brega (Vịnh Sirte).
Tổng chi phí của dự án này ước tính hơn 25 tỉ USD. Libya tuyên bố hoàn tất công trình đúng thời hạn mà không cần sự tài trợ của các quốc gia giàu hay vay mượn từ Ngân hàng thế giới. Từ năm 1990, UNESCO đã thực hiện việc đào tạo kỹ sư và kỹ thuật viên liên quan đến dự án.
Dự án khai thác nước từ tầng chứa nước Nubia. Tầng chứa nước này thuộc loại nước chôn vùi, được hình thành vào thời kỳ băng hà gần đây nhất và hiện tại không có nguồn bổ cấp. Nếu với tốc độ khai thác không đổi như năm 2007 nguồn nước có thể khai thác được trong 1000 năm.

### Dòng nước đầu tiên
Sau đây là các mốc thời gian, dòng nước được đưa đến các khu vực chính:
- 11 tháng 9 năm 1989: đến hồ Ajdabiya.
- 28 tháng 9 năm 1989: đến hồ Grand Omar Muktar.
- 4 tháng 9 năm 1991: đến hồ Al Gardabiya.
- 28 tháng 8 năm 1996: đến Tripoli.
- 28 tháng 9 năm 2007: đến Gharyan.